# John Munroe Longyear

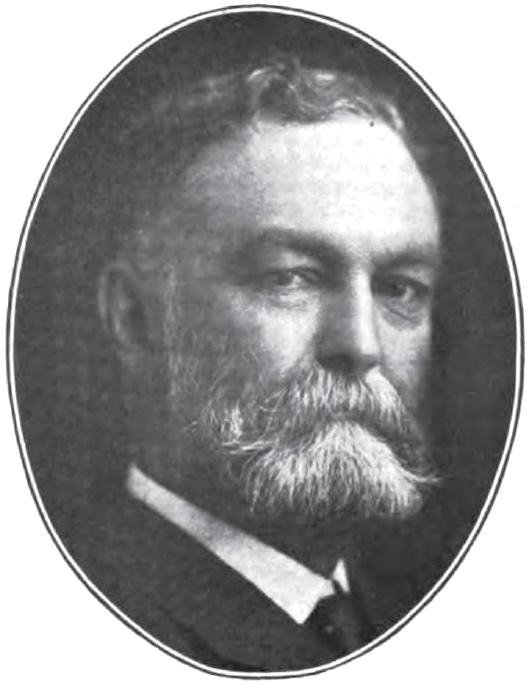
John Munroe Longyear, 1904

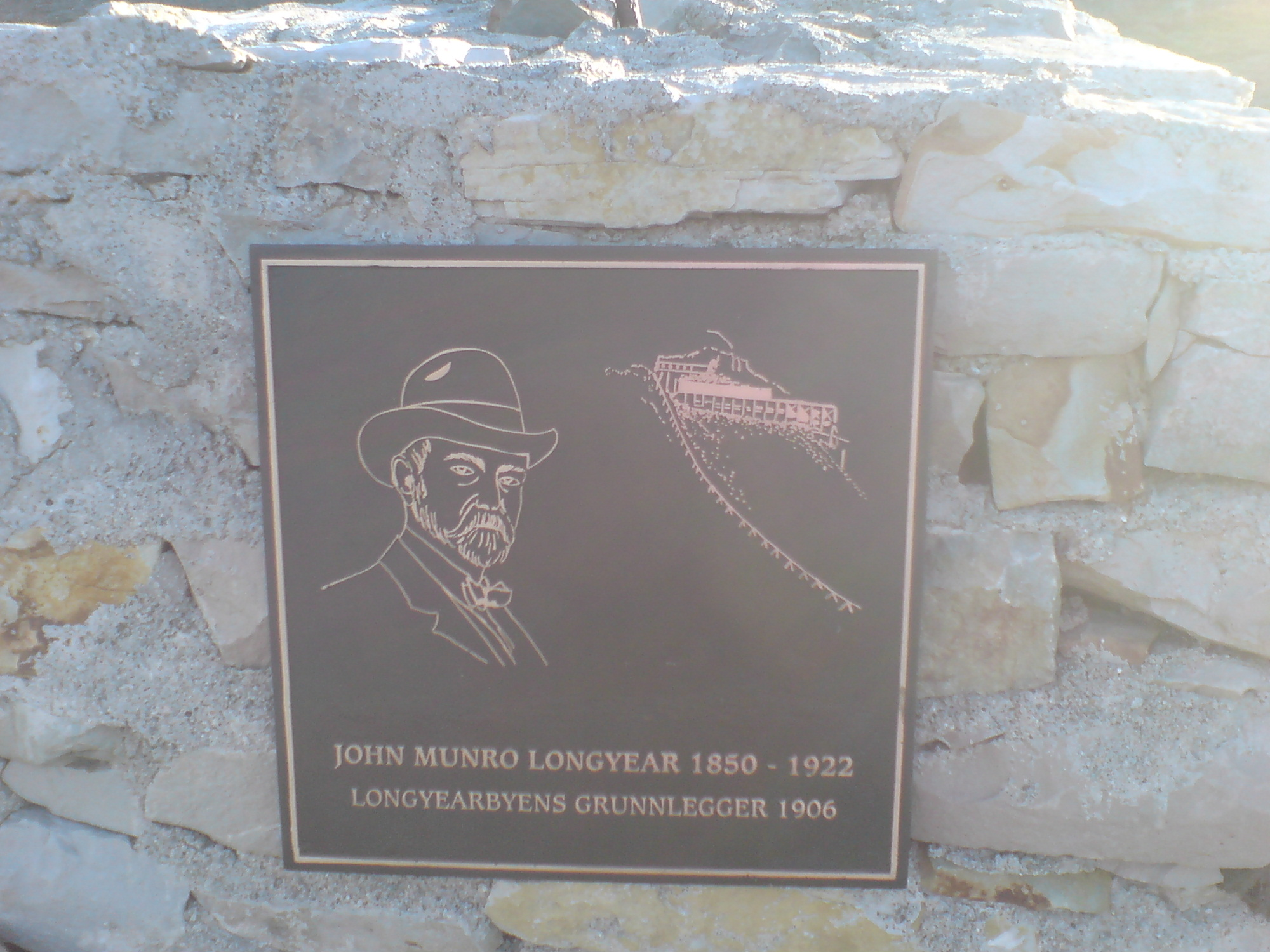
Gedenkstein für John Monroe Longyear in Longyearbyen

John Munroe Longyear (* 15. April 1850 in Lansing, Michigan; † 28. Mai 1922 in Brookline, Massachusetts) war ein amerikanischer Holzbauunternehmer und die zentrale Figur hinter der Arctic Coal Company, die die Kohlevorkommen auf Spitzbergen zwischen 1905 und 1916 untersuchte und abbaute. Dieses Unternehmen gründete für die Bergarbeiter eine Siedlung auf Spitzbergen, die bis zu 500 Leute aufnehmen konnte. Die Siedlung wurde unter dem Namen Longyear City (heute Longyearbyen) bekannt und ist die größte Ortschaft auf Spitzbergen.
Longyear kam in Lansing, Michigan zur Welt. 1906 gründete er die Arctic Coal Company zusammen mit seinem langjährigen Partner Frederick Ayer und verschiedenen Kleinaktionären. Longyear selbst war aber der Hauptaktionär der Gesellschaft, deren Hauptsitz sich in Boston befand. 1901 reiste er nach Svalbard und erwarb dort die Tronhjem Spitsbergen Kulkompani im Jahr 1904.
1916 wurde Longyears Minenunternehmen von der Store Norske Spitsbergen Kulkompani, einem Konsortium norwegischer Investoren, übernommen und die Ländereien wurden aufgekauft. Die Firma baute zusätzliche Gruben in Adventdalen, dem Golf, in dem Longyear City liegt.